# Zvirče, Pokrče
Zvirče (nemško Wirtschach) je naselje v Občini Pokrče v Okraju Celovec-dežela na Koroškem v Avstriji.